# 一日一生 (2013年電影)
是一部根據2009年喬伊絲·梅納德所著同名小說所改編的美國劇情片。2014年1月31日美國上映。2009年，製片方派拉蒙電影公司宣布此片由《鴻孕當頭》、《型男飛行日誌》的導演傑森·瑞特曼執導。2011年6月16日，宣布由凱特·溫絲蕾和喬許·布洛林主演。

## 劇情
1987年，愛戴兒·惠勒（凱特·溫絲蕾 飾）是一位單親媽媽，丈夫離開了她，使她對愛情不再憧憬並過著足不出戶的抑鬱生活，獨自扶養13歲的兒子亨利（蓋特林·葛里菲斯 飾）。在勞動節長假的前一天，母子倆難得外出前往大賣場購物，遇見一名看似流浪漢且負傷的男子，這名男子脅迫愛黛兒母子倆，愛黛兒在別無選擇之下將男子帶回自己家中療傷。而這名男子竟然是從當地監獄逃出被警方通緝的犯人法蘭克·錢伯斯（喬許·布洛林 飾）。
其後，這名不速之客卻和亨利、愛黛兒之間產生了微妙的變化，愛黛兒和法蘭克墜入愛河。愛黛兒從這個陌生人身上感受到了久違的安全感，兩人甚至計畫帶著兒子亨利搬家至加拿大。他們開始整理房子並在勞動節當天大掃除。與此同時，亨利與一位早熟的女孩埃莉諾（Brighid Fleming 飾）成為好友，在動身去加拿大前，亨利再去見埃莉諾一面。埃莉諾煽動亨利，表示愛黛兒和法蘭克打算拋棄他。
即將前往加拿大的當天早晨，亨利留了一張字條在父親家門外的郵箱。在回家的路上，一位警察（James Van Der Beek 飾）表示要開車送亨利回家，亨利別無選擇，接受了警察的好意。警察送亨利到家後，雖然看到貨車和幾近已清空的房子感到幾絲可疑，但最終還是離開了。當愛戴兒去銀行把錢都領出時，鄰居拿了一些肉桂卷要給愛黛兒，卻發現了法蘭克十分可疑。
在愛戴兒、法蘭克和亨利去加拿大之前，警察到了愛戴兒家欲逮捕法蘭克。法蘭克出去投降之前將亨利和愛黛兒綁了起來，為了不讓亨利和愛黛兒被認為是窩藏逃犯的共犯。沒人知道究竟是誰通報警察法蘭克躲藏在此處...
數年後，亨利（陶比·麥奎爾 飾）長大，成為了一個成功的烘焙師父。將要假釋出獄的法蘭克聯絡了亨利：亨利告知法蘭克，母親愛戴兒仍是單身...

## 主要角色
- 愛戴兒·惠勒（Adele Wheeler）：凱特·溫絲蕾
- 法蘭克·錢柏斯（Frank Chambers）：喬許·布洛林
- 青少年時期亨利·惠勒（Henry Wheeler）：蓋特林·葛瑞分（英语：Gattlin Griffith）
- 成人時期亨利·惠勒（Henry Wheeler）：陶比·麥奎爾
- 傑拉德（Gerald）：Clark Gregg
- 伊夫林（Evelyn）：Brooke Smith
- 埃莉諾（Eleanor）：Brighid Fleming
- 警察Treadwell：James Van Der Beek

## 評價
本片爛番茄新鮮度33％，影評指出，「凱特·溫絲蕾和喬許·布洛林的對手戲引人矚目，但電影本身極為不合理及蒼白的情節使兩人無法拯救此片。」在Metacritic網站，滿分為100，平均得分51。
《紐約郵報》的Lou Lumenick則將本片與克林·伊斯威特所執導的《強盜保鑣》相比較。

## 獎項
| 授獎單位     | 類別                 | 姓名        | 結果 |
| ------------ | -------------------- | ----------- | ---- |
| 第71屆金球獎 | 剧情类电影最佳女主角 | 凱特·溫絲蕾 | 提名 |

## 外部連結
- 互联网电影数据库（IMDb）上《Labor Day》的资料（英文）
- AllMovie上《Labor Day》的资料（英文）
- 爛番茄上《Labor Day》的資料（英文）
- Metacritic上《Labor Day》的資料（英文）